# Peter Hanson
Peter Hanson (Svedala, 4 oktober 1977) is een Zweedse voormalig professioneel golfer.

## Amateur
Hanson zat van 1994 tot 1998 in de nationale selectie.

### Overwinningen
- 1997: Väcisteras Open (Telia Tour)
- 1998: Väcisteras Open, Husqvarna Open (Telia Tour)
- 1998: Brabazon Trophy, Emirates Amateur Open Championship

### Teamdeelnames
- Eisenhower Trophy: 1998
- St Andrews Trophy: 1998 (winnaars)

## Professional
Hanson werd in 1998 professional en speelde enkele jaren op de Challenge Tour, waar hij in 2001 de beste was op de Günther Hamburg Classics. In 2003 eindigde hij op de 3de plaats in de Order of Merit van de Challenge Tour en verdiende zijn spelerskaart voor de Europese Tour. 
Hanson stond al bij zijn rookiejaar in 2004 in de top-50 van de Europese Tour. Zijn eerste touroverwinning kwam in 2005 met winst op Jazztel Open de España en Andalucía, waarbij hij in de play-off zijn landgenoot Peter Gustafsson versloeg  op de San Roque Club. Hij won verder onder meer de SAS Masters voor eigen publiek op de Arlandastad Golf in Stockholm. In totaal behaalde Hanson 6 overwinningen op de Europese PGA Tour.
Hij verdiende zowel in 2007 als 2009 ruim 1000000 euro en eindigde in 2009 als nummer 15 in de Race To Dubai.
Zowel in 2010 als 2012 werd Hanson geselecteerd voor de Ryder Cup. In beide edities behaalde Hanson met het Europees team ook de overwinning in dit prestigieus golftoernooi. In 2012 eindigde Hanson ook op een gedeelde derde plaats in het Masters Tournament. 

### Overwinningen
| Jaar | Toernooi                            | Tour              |
| ---- | ----------------------------------- | ----------------- |
| 1999 | Gula Sidorna Grand Open             | Telia Tour        |
| 2000 | Russian Cup                         | Nordic League     |
| 2001 | Günther Hamburg Classics            | Challenge Tour    |
| 2005 | Jazztel Open de España en Andalucía | Europese PGA Tour |
| 2008 | SAS Masters                         | Europese PGA Tour |
| 2010 | Iberdrola Open Cala Millor Mallorca | Europese PGA Tour |
| 2010 | Tsjechisch Open                     | Europese PGA Tour |
| 2010 | Ryder Cup                           | -                 |
| 2010 | Royal Trophy                        | -                 |
| 2011 | Royal Trophy                        | -                 |
| 2012 | KLM Open                            | Europese PGA Tour |
| 2012 | BMW Masters                         | Europese PGA Tour |
| 2012 | Ryder Cup                           | -                 |

### Teamdeelnames
- World Cup: 2007, 2013
- Seve Trophy: 2005, 2007, 2009, 2011
- Ryder Cup: 2010, 2012
- Royal Trophy: 2010, 2011

### Resultaten op deMajors
| Major                 | 1998 | 1999 | 2000 | 2001 | 2002 | 2003 | 2004 | 2005 | 2006 | 2007 | 2008 | 2009 | 2010 | 2011 | 2012 | 2013 | 2014 | 2015 | 2016 | 2017 | 2018 | 2019 | 2020 |
| --------------------- | ---- | ---- | ---- | ---- | ---- | ---- | ---- | ---- | ---- | ---- | ---- | ---- | ---- | ---- | ---- | ---- | ---- | ---- | ---- | ---- | ---- | ---- | ---- |
| Masters Tournament    |      |      |      |      |      |      |      |      |      |      |      |      |      | CUT  | T3   | T50  | CUT  |      |      |      |      |      |      |
| U.S. Open             |      |      |      |      |      |      |      | CUT  |      | T30  |      | T18  | T16  | T7   | CUT  | CUT  |      |      | DSQ  |      |      |      |      |
| The Open Championship |      |      |      |      |      |      |      | T34  |      | T69  | T58  | T24  | T37  | CUT  | T23  | WD   |      |      |      |      |      |      |      |
| PGA Championship      |      |      |      |      |      |      |      | T59  |      | T23  | T52  | CUT  | T58  | T64  | T7   | T33  |      |      |      |      |      |      |      |

CUT = miste de cut halverwege

DSQ = gediskwalificeerd

WD = teruggetrokken

### Resultaten op deWorld Golf Championships
| Toernooi             | 1999 | 2000 | 2001 | 2002 | 2003 | 2004 | 2005 | 2006 | 2007 | 2008 | 2009 | 2010 | 2011 | 2012 | 2013 | 2014 | 2015 | 2016 | 2017 | 2018 | 2019 | 2020 |
| -------------------- | ---- | ---- | ---- | ---- | ---- | ---- | ---- | ---- | ---- | ---- | ---- | ---- | ---- | ---- | ---- | ---- | ---- | ---- | ---- | ---- | ---- | ---- |
| WGC Kampioenschap    |      |      |      |      |      |      |      |      |      | T61  | T40  | T26  | T55  | T4   | T8   |      |      |      |      |      |      |      |
| WGC Matchplay        |      |      |      |      |      |      |      |      |      | R64  | R16  | R64  | R64  | QF   | R32  | R32  |      |      |      |      |      |      |
| WGC Invitational     |      |      |      |      |      |      |      |      |      |      |      | 8    | T21  | T63  | T33  |      |      |      |      |      |      |      |
| WGC - HSBC Champions |      |      |      |      |      |      |      |      |      |      | T31  | T6   | T33  | T24  | T21  |      |      |      |      |      |      |      |